# Life Is Real
A Life Is Real a hetedik dal a brit Queen együttes 1982-es Hot Space albumáról. A szerzője Freddie Mercury énekes volt.
Kifejezetten az 1980-ban meggyilkolt John Lennon emlékére írta (az alcíme Song for Lennon volt). Peter Freestone, Mercury akkori személyi titkára szerint a dal első sorát egy Londonból Svájcba tartó repülőút során alkotta meg. Először csak obszcén szavak jutottak eszébe, majd Freestone ösztönzésére rátalált a megfelelő szavakra. Ez volt azon ritka dalainak egyike, melyeknek előbb volt meg a szövege, csak azután írta meg a zenéjét.
A Hot Space turné során ritkán játszották.

## Idézet
| „                 | Először általában a dallamot írom meg. Az idő nagy részében a dallam köré építem fel a dalt. Néha a szöveg van meg először. A Life Is Real az egyik ezek közül, ahol a szöveg volt meg először. Igazán belejöttem, oldalakon keresztül jöttek mindenféle szavak. Aztán csak összeállt a dal. Úgy éreztem, ez amolyan Lennon-féle dolog. | ” |
| – Freddie Mercury | |   |

## Közreműködők
- Ének: Freddie Mercury
- Háttérvokál: Freddie Mercury

Hangszerek:
- Brian May: Red Special, Ovation akusztikus gitár
- Freddie Mercury: Oberheim OBX-a és Roland Jupiter 8 szintetizátorok, Steinway zongora
- John Deacon: Fender Precision Bass
- Roger Taylor: Ludwig dobfelszerelés, Simmons elektronikus dobfelszerelés